# Beechingova reforma

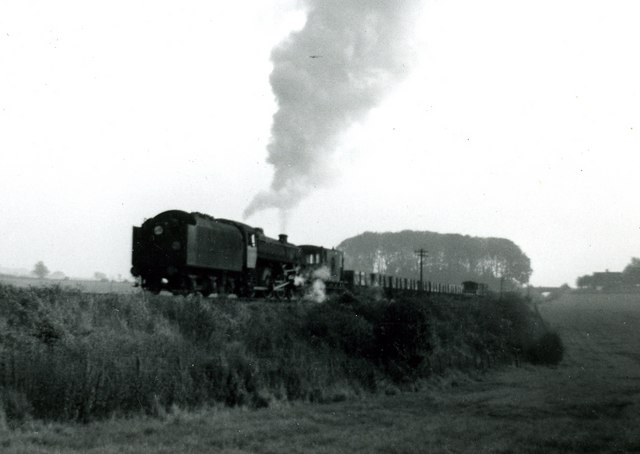
demoliční vlak přezdívaný "Beeching Belle" během demontáže Salisbury and Dorset Line v roce 1965

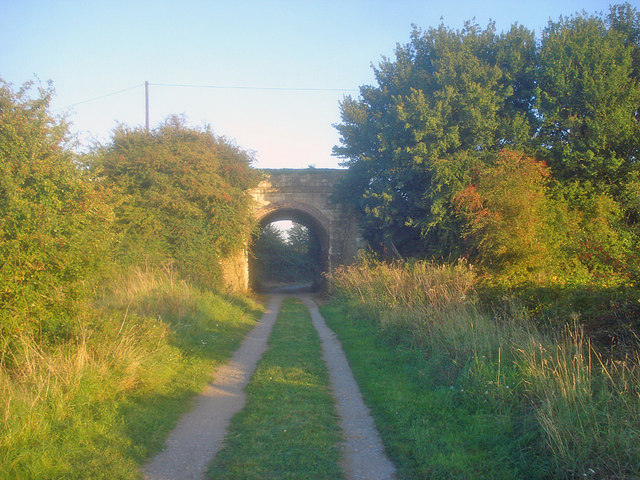
Část bývalé trati Chippenham and Calne, dnes cyklostezka

Beechingova reforma (anglicky: Beeching Cuts a Beeching Axe) je vžitou přezdívkou pokusu Britské vlády z šedesátých let o snížení provozních nákladů Britských drah. Název je odvozen od autora zprávy Reforma Britských železnic (The Re-shaping of British Railways) a předsedy Britské železniční rady, Dr. Richarda Beechinga, cuts = řezy, axe = sekera. Ačkoli zpráva navrhovala nové způsoby nákladní dopravy a modernizaci kmenových osobních tratí, je známa hlavně coby doporučené hromadné uzavírání tratí uvažovaného pro málo zatížené a ztrátové dráhy a zrušení zastávkových vlaků na mnoha dalších tratích.
Zpráva odrážela odliv přepravených cestujících i nákladů vyvolaný od padesátých let se rozvíjející silniční dopravou. Ztráty BR pokračovaly navzdory zavedení plánu modernizace železnic z roku 1955. Beeching předpokládal,že pouze razantní akce by mohly ochránit železnici od vyšších ztrát v budoucnu.
Nicméně následující vlády prokazovaly horlivost spíše po rychlých úsporách, přestože hlavním prvkem Beechingovy reformy byly investice. Více než 4000 (25 %) mil tratí a 3000 (50 %) stanic a zastávek bylo uzavřeno následkem provedení Beechingových řezů v praxi.

## Okolnosti
V souladu s náladami počátku šedesátých let, ministr dopravy v konzervativní vládě Harolda Macmillana byl ředitelem hlavní silniční stavební společnosti Ernest Marples (jeho dvě třetiny společného držení byly zbavena jeho manželka, když byl ministrem). Marples zastával názor, že budoucnost patří silnicím a železnice se už stala mrtvým reliktem počátků průmyslové revoluce.
V poradenské skupině známé jako Stedefordova komise (podle jejího předsedy, Sira Ivana Stedeforda) byla zadána zpráva o stavu Britské dopravy a navrhovaných opatřeních. V komisi zasedal i Richard Beeching, toho času technický ředitel chemického koncernu Imperial Chemical Industries. V roce 1961 byl jmenován ředitelem nově tvořené správy Britských drah.
Stedeford i Beeching se střetli v rozsahu návrhů na drastické rušení železniční infrastruktury.
Přestože problematiku požadoval parlament, zpráva Sira Ivana nebyla nikdy zveřejněna, a návrh pro budoucnost drah začal být znám jako „Beechingův plán“. Vláda jej převzala a výsledkem je zrušení třetiny železniční sítě.
Beeching věřil, že železnice by mohla být provozována jako finančně nezávislá, nikoli jako služba veřejnosti, a jestliže je část systému finančně nesoběstačná, měla by být zrušena. Usuzoval, že co je jednou zrušeno, mělo by pomoci zbytku k návratu do ziskovosti.
Když byl Beeching ředitelem Britských železnic, zadal vypracování studie zatížení veškerých železničních tratí v zemi. Světlo světa spatřila koncem dubna 1962. Výsledky zprávy uváděly, že 80 % přeprav se uskutečňuje na pouhých 20 % sítě, a většina zbývajících tratí je provozována ve finanční ztrátě. Plán restrukturalizace Britských drah (tzv. Beechingova zpráva, Beechingova reforma) z 27. dubna 1963 předpokládala, že z více než 29 000 km bude 9 700 km, většinou vedlejších odboček a dálkových tratí, uzavřeno. Na mnoha dalších dojde k zastavení osobní dopravy, nebo zrušení méně využívaných stanic. Tento plán restrukturalizace byl schválen vládou.
V té době vysoce kontroverzní zpráva byla v tisku nazývána „Beechingovo bombardování“ nebo „Beechingovo osekávání“. To zažehlo protesty v mnoha, zejména venkovských oblastech, jež by přišly o spojení veřejnou dopravou. Resp. by samospráva musela zaplatit dopravu po silnici. Vláda argumentovala, že řada spojů by mohla být levněji provozována autobusy, pro tuto snahu se vžilo pojmenování „busizace“.
Důležitou částí Beechingovy zprávy byla navrhovaná elektrifikace vybraných hlavních tratí a
vytvoření kontejnerizované nákladní dopravy nahrazující zastaralý a konkurence neschopný systém klasicky ložených nákladních vagónů.
Většina politiků se sice nadchla pro šetření peněz, ale částem reformy vyžadujícím výdaje se dostalo slabé pozornosti. Jen některé z rozvojových Beechingových úvah byly časem přijaty, například zavedení systému kontejnerové dopravy a pokračování v elektrifikaci dráhy West Coast Main Line mezi Crewe a Glasgow dokončené až v roce 1974.

## Vlna rušení tratí

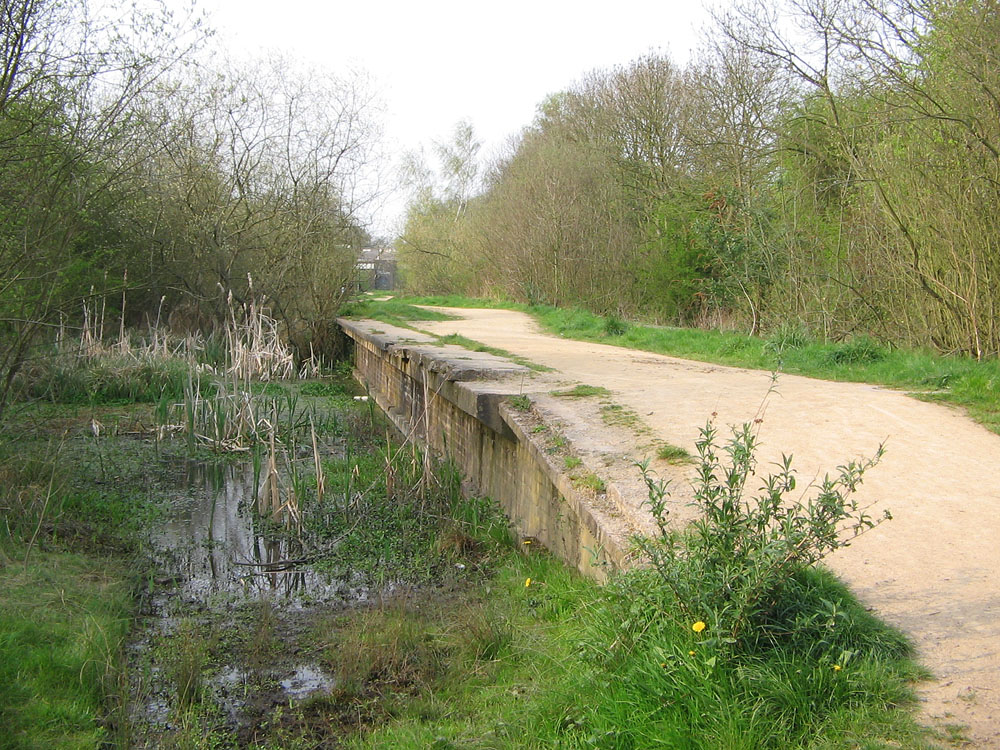
Nástupiště stanice Rugby Central na bývalé dráze Great Central Railway, jedna z mnoha stanic a tratí zrušených v rámci Beeching Axe

Na svém vrcholu v roce 1950, měřily britské železnice okolo 33 800 km a čítaly 6000 stanic. Roku 1975 19 300 km a 2000 stanic, přibližně stejně je tomu dodnes.
V rozporu s všeobecným míněním, vlna zavírání tratí začala dávno před Beechingovým působením v čele Britských železnic. Beeching byl jen na jejím vrcholu. Od počátku padesátých let do roku 1963 již správa tratí Britských drah zrušila přibližně 4800 km drah. Po zveřejnění výsledků se tempo rušení zrychlilo.
- Vlna rušení správou tratí Britských drah
  - 1950....150 mil (240 km) uzavřeno
  - 1951....275 mil (440 km) uzavřeno
  - 1952....300 mil (480 km) uzavřeno
  - 1953....275 mil (440 km) uzavřeno
  - 1954 to 1957....500 mil (800 km) uzavřeno
  - 1958....150 mil (240 km) uzavřeno
  - 1959....350 mil (560 km) uzavřeno
  - 1960....175 mil (280 km) uzavřeno
  - 1961....150 mil (240 km) uzavřeno
  - 1962....780 mil (1 260 km) uzavřeno
- Vlna rušení Richardem Beechingem
  - 1963....324 mil (521 km) uzavřeno
  - 1964....1058 mil (1702 km) uzavřeno
  - 1965....600 mil (965 km) uzavřeno
  - 1966....750 mil (1 207 km) uzavřeno
  - 1967....300 mil (480 km) uzavřeno
  - 1968....400 mil (640 km) uzavřeno
  - 1969....250 mil (400 km) uzavřeno
  - 1970....275 mil (440 km) uzavřeno
  - 1971....23 mil (37 km) uzavřeno
  - 1972....50 mil (80 km) uzavřeno
  - 1973....35 mil (56 km) uzavřeno
  - 1974....0 mil (0 km) uzavřeno

Ne všechny uzavřené tratě byly ve skutečnosti zrušeny, řada byla udržována provozuschopná z různých důvodů, včetně politických. Například trať přes pohoří Scottish Highlands, přestože spadala do Beechingových definic o neefektivních drahách, nebyla zrušena, kvůli odporu tamních lobbistů. Další tratě bylo navrhováno zachovat převodem pod samosprávu. Některé z železnic navrhované na uzavření byly zachovány v provozu, kvůli nedostatečné kapacitě silniční sítě.
Udržely se i dráhy zajišťující častá meziměstská spojení. Marshlink, trať spojující Hastings a Ashford na jihovýchodě Anglie unikla zrušení, protože tvoří jižní část efektivního trianglu tratí spojujících oblasti Kent a Sussex. Uzavření této dráhy by značně prodloužilo dobu jízdy, muselo by se jezdit přes Tonbridge. Podobné důvody by ale šly uplatnit pro v podstatě jakoukoli jinou trať, jaké byly skutečné důvody pro zachování této konkrétní, toť otázka.
V důsledku těchto faktorů, máme dodnes řadu venkovských drah v Britské železniční síti, přestože se jedná jen o zlomek stavu před Beechingem.
Na druhou stranu, některé tratě, které Beeching hodlal zachovat jako kmenové, například elektrifikovaná (Manchester) - Hadfield - Sheffield, byla nakonec uzavřena, pro eventuální politicky motivované obnovení. K tomu ale dodnes nedošlo.
Úhrnem, 2128 stanic bylo uzavřeno na tratích, kde provoz zůstal zachován. Stejně jako méně důležité tratě, rušení postihlo i takové hlavní dálkové spojnice, jejichž trasu sledovala jiná hlavní trať. K nejvíce diskutovaným patřila bývalá Great Central Railway, vedoucí z Londýna do střední a severní Anglie.
Od roku 1974 bylo v Británii uzavřeno jen několik tratí s osobní dopravou. Některé byly časem obnoveny, většinou šlo o dráhy kde Beeching zachoval jen nákladní dopravu a znovuzavedení osobní stálo minimum prostředků. Nicméně během sedmdesátých a osmdesátých let se rozeběhlo rušení i těch tratí, kde zbyly jen nákladní vlaky, demolice infrastruktury a rozdělení pozemků, značně znesnadňující eventuální obnovu provozu.
Tak se pokračovalo v Beechingově odkazu.

## Beeching II

Mapa Velké Británie zobrazující "hlavní tahy" identifikované Beeching II tučně

Roku 1964, Dr. Beeching vydal druhou, méně známou zprávu „Rozvoj kmenové železniční sítě“, nazývanou „Beeching II“, tato šla ještě dále, než předchozí. Vybrala tratě zasluhující další investice.
V podstatě počítala, že veškeré tratě mimo nejdůležitějších dálkových a nejvytíženějších příměstských by se mohly brzo uzavřít. Uskutečněním plánu by zůstala vychrtlá síť o 11 260 kilometrech, s velkými územími zcela postrádajícími železnici.
Zpráva byla zavrhnuta Britskou Labouristickou vládou a Dr. Beeching rezignoval roku 1965. Nicméně politici byli odpovědni za rušení drah, Beechingovo jméno se od té doby stalo symbolem.

## Měnící se postoje a politika
Psal se rok 1964, když byla zvolena nová labouristická vláda s Předsedou vlády Haroldem Wilsonem. Ve volební kampani labouristé slibovaly pozastavit rušení tratí. Po vyhraných volbách ale rychle ustoupily ze svých slibů a v zavírání pokračovaly, dokonce v roce 1966 ještě rychleji, než vláda předchozí a to až do konce desetiletí.
Roku 1965 byla do čela ministerstva dopravy jmenována Barbara Castlová a začala nahlížet na řešení dopravy jako na celek. Rozhodla, že přinejmenším, 17 700 km železnic je nezbytných pro dohlednou budoucnost a že síť by měla být udržována v tomto rozsahu.
S blížícím se koncem šedesátých let se začalo ukazovat, že rušení tratí nepřineslo slibované úspory, ani nedostalo zbytek sítě ze ztrát. Barbara Castlová si stanovila, že některé spoje by mohly být dotované pro svou hodnotnou společenskou roli. Do parlamentu postoupila návrh zákona známý jako dopravní zákon 1968, v odstavci 39 navrhuje vytvoření rezerv pro dotace vyplácené po dobu tří let. Zákon přímo uváděl rozsah spojů a tratí, kterým by mohlo být uznáno vyplácení dotací. Tak se podařilo řadu lokálních tratí zachránit.

## Souhrn
V praxi selhala Beechingova reforma v plnění jejího hlavního motivu – vyšší finanční soběstačnosti železnice. Zrušením více než třetiny sítě Beeching docílil úspory sedmi milionů liber. Přitom celková provozní ztráta převyšovala 110 milionů liber. Tyto neočekávané ztráty byly do značné míry způsobeny úbytkem cestujících na hlavních tratích, kvůli zrušení jejich napaječů – tratí vedlejších.
Užití systému tramvajových rychlodrah bylo připraveno pro několik odbočných tratí v Beechingově době, ale bylo jím ignorováno. Tento koncept mohl být účelně využit Britskými dráhami a řada vedlejších tratí mohla přežít Beechingovy řezy.
„Busizace“ nahrazující vlaky autobusy byla také nešťastnou. V mnoha případech byly autobusy značně pomalejší a méně pohodlné a následkem toho nepopulární u veřejnosti.
Není divu, že většina náhradních autobusových přeprav se neobešla bez dotací, postupně zanikala a zanechala po sobě rozsáhlá území bez veřejné dopravy.
Vlna rušení byla zastavena počátkem sedmdesátých let, když se začala ukazovat neúčelnost, kdy ušetření části dotací zrušením mnoha tratí vyvažovaly dopravní zácpy a znečištění ovzduší vyvolané vyšším využíváním aut. Takové dopady si těžko našly podporu veřejnosti.
Poslední zrušenou hlavní tratí a jednou z nejdiskutovanějších v rámci Beechingovy reformy byla 158 km dlouhá tzv. Waverley Route spojující Carlisle, Hawick a Edinburgh uzavřená v roce 1969. Skotský parlament schválil obnovení severní poloviny trati se zahájením výstavby v roce 2007.
Jedním z hlavních kritických směrů Beechingovy transformace oponoval, že rušení je na úkor budoucnosti, kvůli populačnímu růstu a trendu častějšího cestování na stále delší vzdálenosti.
Mnoho měst Beechingem odříznutých od železnice se rozrůstalo a požadovalo návrat vlaků zpět. Bohužel pozemky pod uzavřenými tratěmi byly často prodány a zastavěny a tak značně prodražují, ne-li de-facto znemožňují obnovení vlakové dopravy. Prodej pozemků po opuštěných drahách, místo jejich územní ochrany, podobně jako americká Rail Bank, pro možné budoucí využití se stal terčem kritiky.
Počátkem osmdesátých let se vláda s Margaret Thatcherovou v čele chystala další redukci sítě Beechingova stylu, Roku 1983 Sir David Serpell, úředník v minulosti spolupracující s Beechingem sepsal Serpellovu reformu, uvažující další hromadné rušení tratí. Reformě se dostalo tvrdé kritiky veřejnosti a byla rychle smetena ze stolu.

## Znovuotevírání
Je ironií osudu, že v době Beechingových řezů dopravní výkony stoupaly a v následujících letech by dosáhly rekordního počtu cestujících. Nastal obrat ve vnímání veřejné dopravy a železnice se opět stala přijatelnou i pro venkovské oblasti. Proběhly nesmělé pokusy o přehodnocení provozu na některých zavřených tratích.
Za zmínku stojí tzv. Robin Hood Line mezi Nottinghamem, Mansfieldem a Worksopem obnovovanou v devadesátých letech. Mansfield byl do té doby největším britským městem bez kolejové dopravy.
V regionu West Midlands byla v roce 1987 postavena nová stanice Birmingham Snow Hill, zbouraná v počátku sedmdesátých let. Navazujícím tunelem pod centrem Birminghamu k nádraží Moor street se opět rozjely příměstské vlaky do Kidderminsteru a Worcesteru. Bývalá trať ze Snow Hill do Wolverhampton byla přestavěna na tramvajovou rychlodráhu pod názvem Midland Metro. Spojka z Coventry do Nuneatonu se dočkala cestujících roku 1988. Navzdory úspěšnému modelu tramvajových rychlodrah, jsou úvahy o nových provozech stále v ohrožení, kvůli proměnlivé náklonnosti novým projektům od následujících vlád.
Beeching ořezal i většinu sítě jižního Walesu, v upadajících průmyslových oblastech. Od roku 1983 se obnovují dráhy v regionu, zahrnující 32 km tratí ve třech větvích a 32 stanic.
V září 2015 byla obnovena část bývalé Waverley Route z Edinburghu do Tweedbank pod názvem Borders Railway. Obnovena byla jako neelektrifikovaná a ve většině trasy jednokolejná. Dráha Edinburgh - Bathgate byla roku 1985 první z nové vlny obnovování. Jednalo se o nově uvedenou strategii kabinetu Margaret Thatcherové. Osobní vlaky vyjely v rámci zkušebního provozu, jež měl za úkol zjistit, bude-li spojení využito cestujícími. Tak se stalo a provoz je od té doby zaveden pravidelně. Nyní je v přípravě obnova úseku Bathgate - Airdrie. Naposledy byl po roce 1968 otevřen kus tzv. Argyle Line v prosinci 2005 obsluhující Merryton a Larkhall. Po slibech z osmdesátých let se v roce 2007 opět rozjedou osobní i nákladní vlaky z Stirlingu do Kincardine.
Ve výsledku malé, ale podstatné počty z uzavřených stanic jsou obnoveny a otevřeny cestujícím na tratích, kde dříve byly zrušeny. Řada z nich se nachází v městských aglomeracích, kde funguje integrovaná doprava pod záštitou regionálního organizátora. Některé trati se zachovaly nebo byly znovuotevřeny jako muzejní provozy.
Jedním z pozůstatků uplatňování Beechingovy reformy je též jednokolejnost dříve dvoukolejných tratí. V některých případech např. Princes Risborough (z dříve důležitého uzlu čtyř tratí zbyla po uzavření Great Central Railway jen zastávka) do Bicesteru byla druhá kolej vytrhána, ale v rámci modernizace Chiltern Railway proběhlo zdvoukolejnění celé trati na počátku 21. století. Další zjednokolejněnou je dráha z Inverness do Dingwallu, v současnosti je toto překážkou pro požadované zvýšení počtu vlaků na Far North Line z Inverness do Thursa a Wicku. Wessex Main Line, bývalá dálková trať z Londýna na jihozápad byla také zjednokolejněna a efektivně deklasována na regionální trať, od té doby je na ní nahlíženo i jako na odklonovou trasu pro Great Western Main Line.
Nehledě na kladné ekologické důsledky obnovy železnic, řada území podél těchto tratí od zrušení provozu prošla růstem počtu obyvatel. Jestliže takové dráhy prokazovaly ztrátový provoz v roce 1963, mohou dnes být již ziskové a žádoucí z hlediska snížení dopravního zatížení silnic a exhalací. V mnoha případech se však jedná o finančně náročnou realizaci. Beechingova reforma nepočítala s eventuálním pozdějším obnovením drah a pozemky byly rozprodány, budovy, mosty, zářezy a náspy srovnány se zemí.